# Good Automated Manufacturing Practice
Good Automated Manufacturing Practice (GAMP) is een standaard met betrekking tot veiligheid van farmaceutische producten. De term is een handelsmerk van de ISPE (International Society for Pharmaceutical Engineering).

## Inhoud
De Good Automated Manufacturing Practice (GAMP) Guide for Validation of Automated Systems in Pharmaceutical Manufacture van de ISPE beschrijft een serie principes en procedures die leiden tot een garantie dat farmaceutische producten de vereiste kwaliteit hebben. Een van de basisbeginselen van GAMP is dat kwaliteit niet steekproefsgewijs kan worden getest, maar dat deze kwaliteitscontrole moet worden uitgevoerd in alle fases van het productieproces. Het gevolg hiervan is dat GAMP alle aspecten van de productie beslaat: de ruwe materialen, de productiefaciliteit en -apparatuur, de training en hygiëne van de medewerkers. Een essentieel middel om op deze manier het einddoel (een kwaliteitsgarantie voor het eindproduct) te bereiken, is het gebruik van Standard Operating Procedures (SOPs).

## Geschiedenis
GAMP werd opgericht 1991 in het Verenigd Koninkrijk als gevolg van steeds verdergaande eisen van de Amerikaanse Food and Drug Administration op het gebied van good manufacturing practice (GMP) in de productie. Sinds 1994 werkt de organisatie samen met de ISPE en werd de eerste GAMP-gids gepubliceerd.